# Acacia visciflua
Acacia visciflua é uma espécie de leguminosa do gênero Acacia, pertencente à família Fabaceae.